# Cymbidium canaliculatum
Cymbidium canaliculatum (tên tiếng Anh là Small Groof-leafed Cymbidium) là một loài phong lan, tiếng Anh thường gọi là Banana Orchid hoặc Queensland Black Orchid.

## Hình ảnh

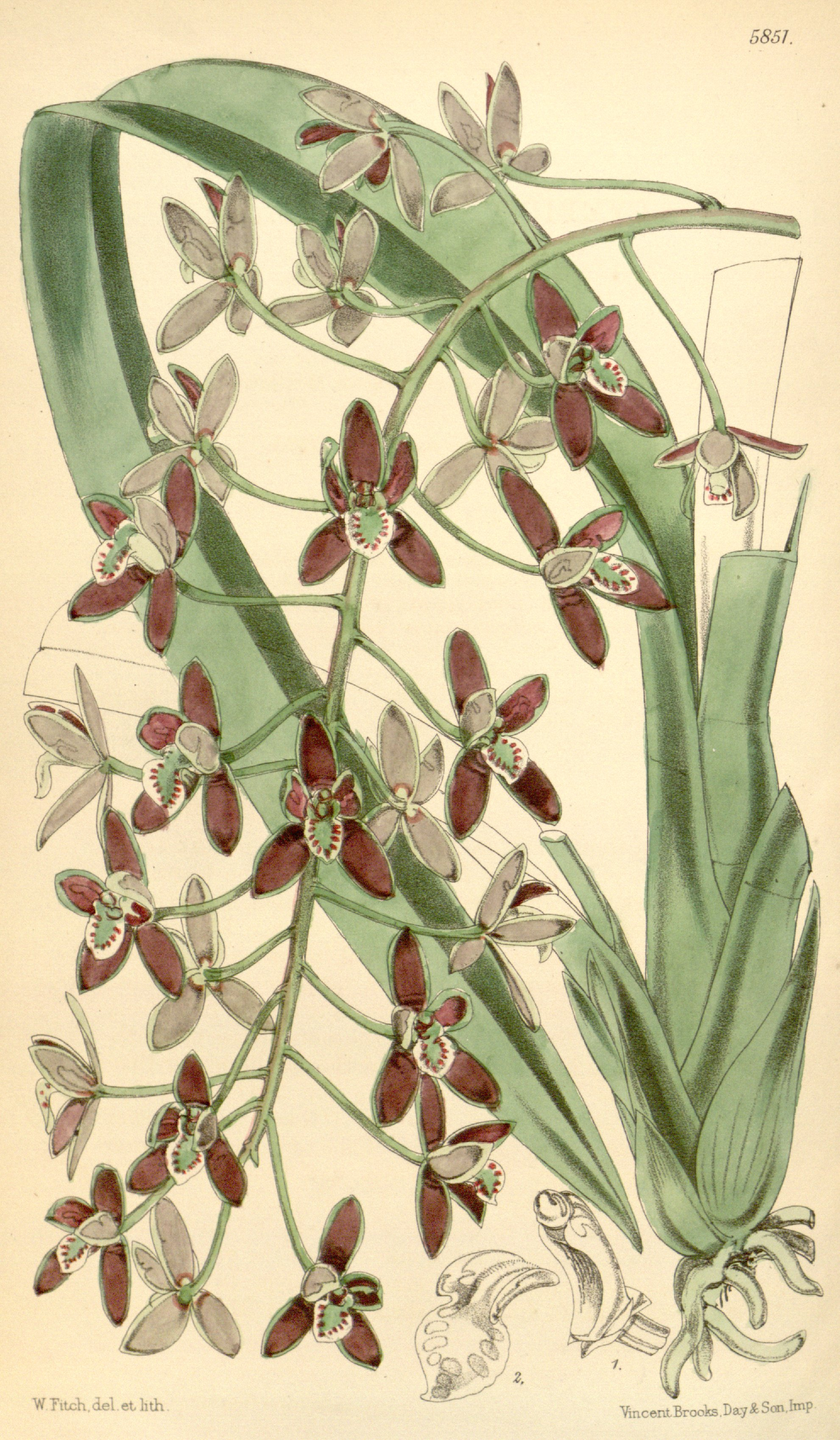
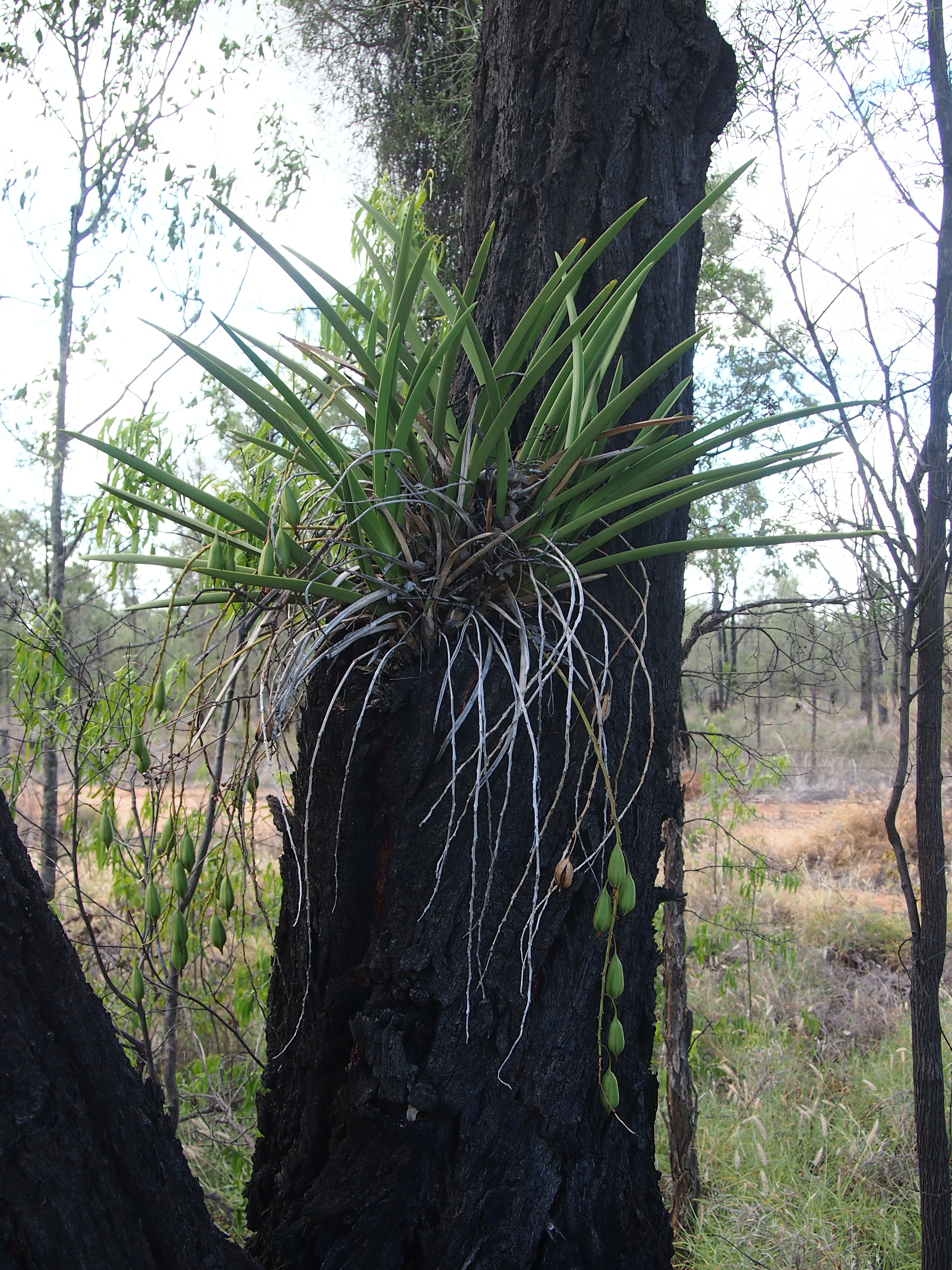
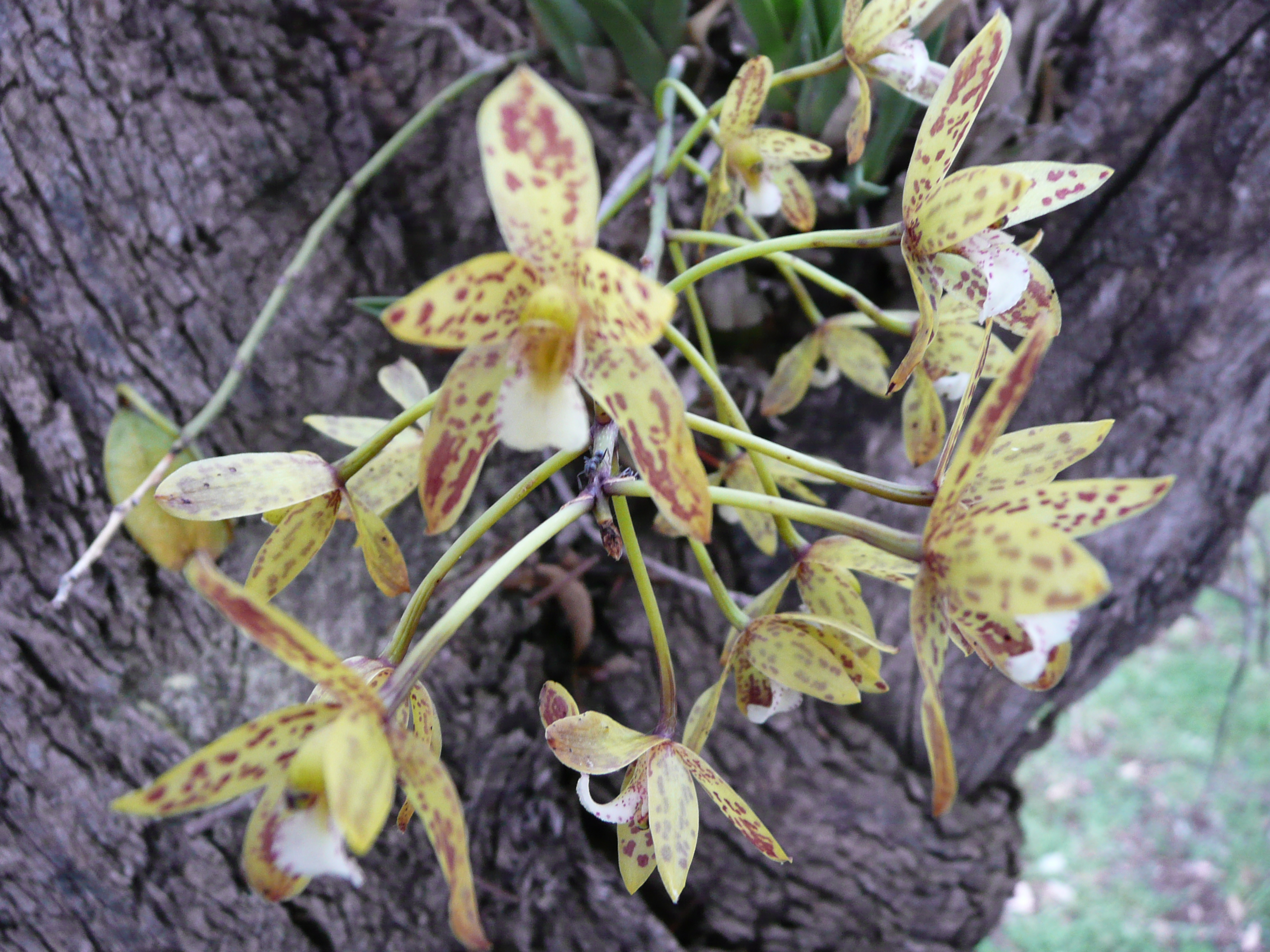
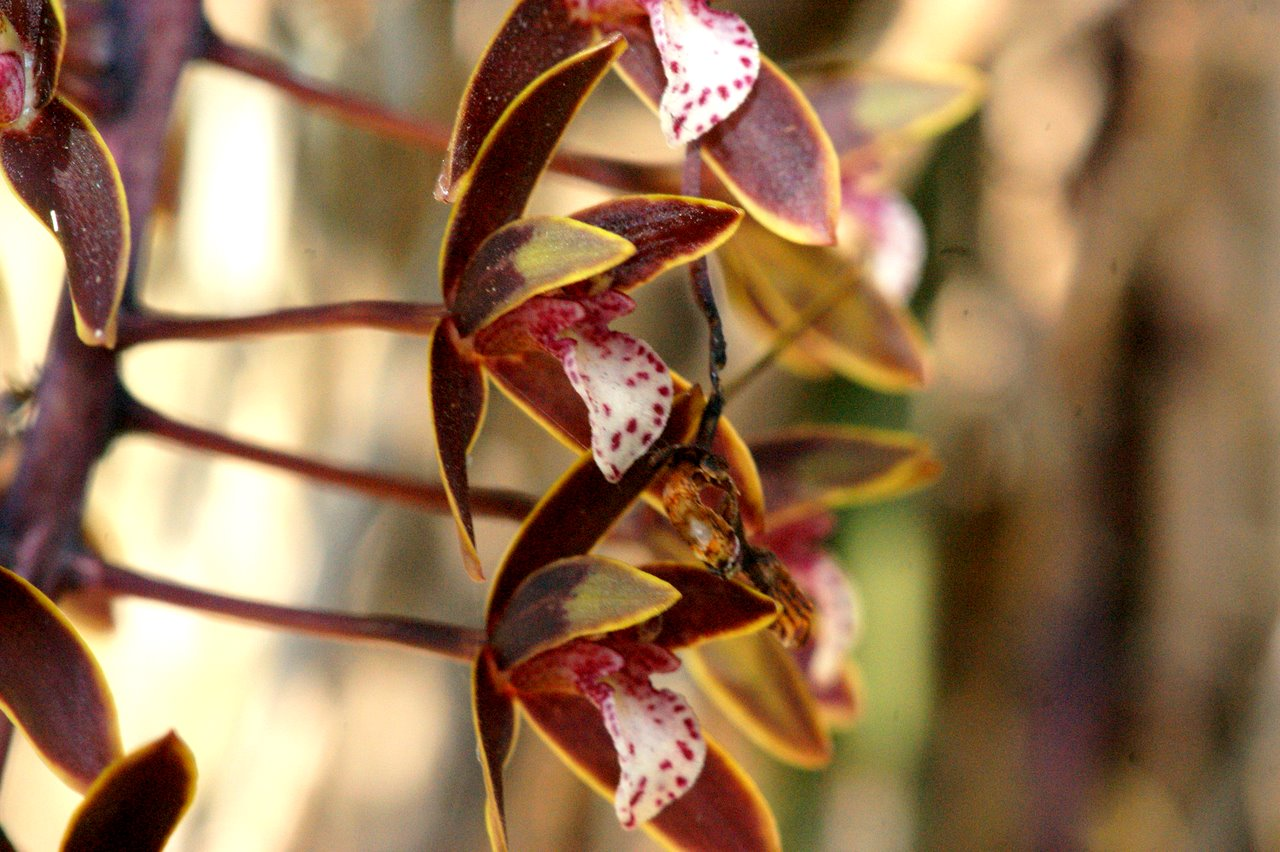
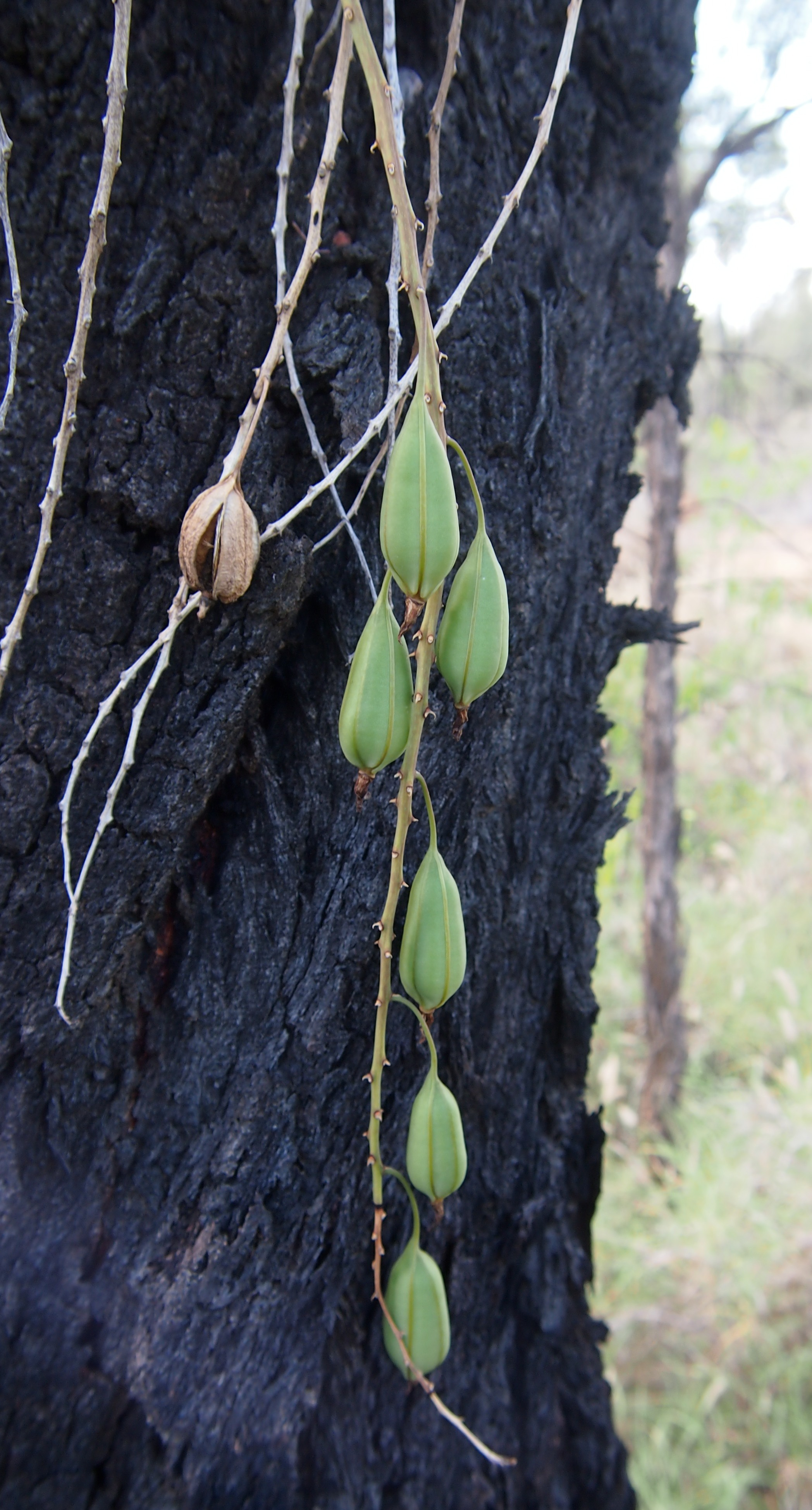